# Železniki
Železniki je město a správní středisko stejnojmenné občiny ve Slovinsku v Hornokraňském regionu. Nachází se u břehu řeky Selška Sora, asi 35 km severozápadně od Lublaně. V roce 2019 zde trvale žilo 2 958 obyvatel.
Městem prochází silnice 403. Sousedními městy jsou Bled, Radovljica, Škofja Loka a Tolmin.